# Ferocactus cylindraceus subsp. eastwoodiae
Ferocactus cylindraceus subsp. eastwoodiae ist eine Unterart der Pflanzenart Ferocactus cylindraceus  aus der Gattung Ferocactus in der Familie der Kakteengewächse (Cactaceae). Das Epitheton eastwoodiae ehrt Alice Eastwood.

## Beschreibung
Ferocactus cylindraceus subsp. eastwoodiae wächst einzeln mit kurz bis lang zylindrischen Trieben und erreicht bei Durchmessern von 30 Zentimetern Wuchshöhen von bis zu 3 Meter. Es sind 18 bis 27 leicht gehöckerte Rippen vorhanden. Die gelblichen bis strohfarbenen Dornen stehen sehr dicht beieinander um verdecken die Triebe teilweise. Die meist vier Mitteldornen sind über Kreuz angeordnet und 7,5 bis 8 Zentimeter lang. Der oberste und unterste von ihnen sind breiter und dicker, der untere ist außerdem leicht gebogen. 12 bis 14 meist geriffelten Randdornen sind etwas abgeflacht, biegsam und unregelmäßig gebogen. Sie weisen eine Länge von 3,5 bis 6 Zentimeter auf.
Die gelben Blüten sind rötlich überhaucht. Sie erreichen eine Länge von 3 bis 6 Zentimeter und weisen einen ebensolchen Durchmesser auf. Die etwa 3 bis 4 Zentimeter langen, gelben Früchte sind fleischig. Sie besitzen Durchmesser von 1,5 bis 2 Zentimeter.

## Systematik und Verbreitung
Ferocactus cylindraceus subsp. eastwoodiae ist in den Vereinigten Staaten im Bundesstaat Arizona im Grand Canyon verbreitet.
Die Erstbeschreibung als Ferocactus acanthodes var. eastwoodiae erfolgte 1969 durch Lyman David Benson. Nigel Paul Taylor stellt die Varietät 2002 als Unterart zur Art Ferocactus cylindraceus. Weitere nomenklatorische Synonyme sind Ferocactus eastwoodiae (L.D.Benson) L.D.Benson (1982), Ferocactus cylindraceus var. eastwoodiae (L.D.Benson) N.P.Taylor (1984) und Ferocactus acanthodes subsp. eastwoodiae (L.D.Benson) Lodé (2013).

## Nachweise